# Andrej Hadik mladší
Andrej hrabě Hadik z Futaku (maďarsky Futaki gróf Hadik András, německy Andreas Graf Hadick von Futak) (12. května 1764 Budín – 18. června 1840 Marcaltő) byl uherský šlechtic a rakouský generál. Od mládí sloužil v armádě, bojoval ve válkách proti republikánské Francii a poté napoleonských válkách. Dosáhl hodnosti generála jezdectva (1827).

## Životopis

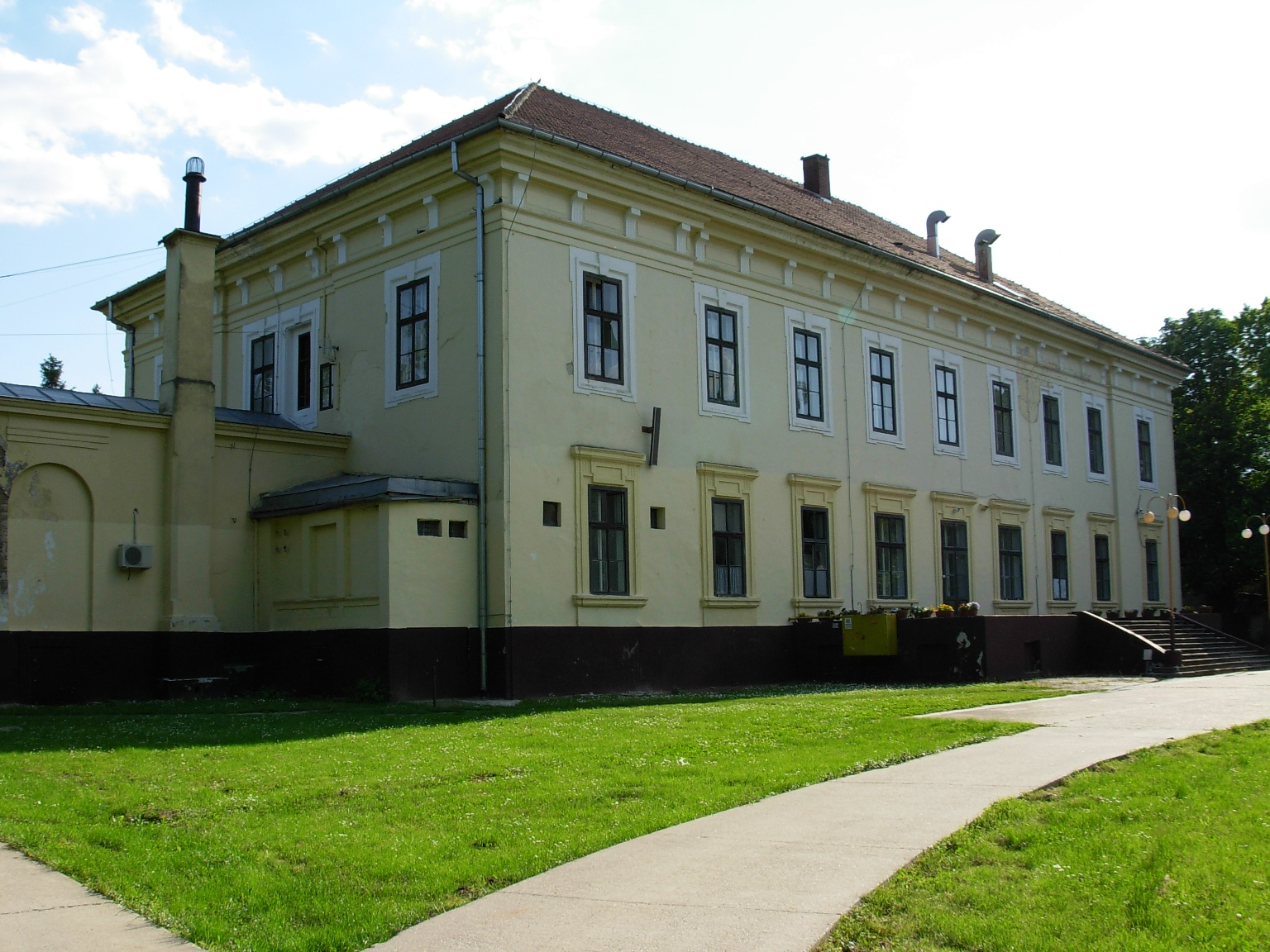
Zámek Futak

Pocházel ze šlechtické rodiny Hadiků, byl třetím a nejmladším synem významného vojevůdce 18. století polního maršála Andreje Hadika (1710–1790) a jeho manželky Františky Barbory, rozené Lichnovské z Voštic (1725–1787). Od mládí sloužil v rakouské armádě a vzhledem k výjimečnému postavení svého otce byl již v patnácti letech poručíkem (1779). V roce 1790 byl jmenován císařským komorníkem, poté se zúčastnil válek proti revoluční Francii a v roce 1800 byl povýšen na generálmajora. V dobách míru žil ve Vídni, v tažení v roce 1805 sloužil na Moravě. V roce 1809 získal hodnost polního podmaršála a od roku 1811 velel husarské divizi v Uhrách, po napoleonských válkách byl několik let zastupujícím velitelem v Padově. V letech 1820–1821 byl vrchním velitelem ve Slezsku, poté působil v Haliči a v Horních Uhrách (Prešpurk). V roce 1827 dosáhl hodnosti generála jezdectva, byl též majitelem 6. husarského pluku a téhož roku obdržel titul c. k. tajného rady. Za zásluhy byl nositelem francouzského Řádu čestné legie a Záslužného řádu bavorské koruny.
Zemřel 18. června 1840 ve věku 76 let na panství Marcaltő (župa Veszprém) u své dcery Karolíny, provdané Amadéové.

## Rodina a majetek
Z otcova dědictví převzal panství Futog (Futak) v dnešním Srbsku, které v roce 1805 prodal české šlechtické rodině Chotků. Později vlastnil panství Semlac (Szémlak) v župě Arad (dnes Rumunsko).
Byl ženatý s baronkou Marií Raßlerovou z Gamerschwangu (1783–1854), která byla dámou Řádu hvězdového kříže.Z manželství se narodily čtyři děti, z dcer zůstaly Leopoldina a Marie neprovdané, druhorozená Karolína (1806–1843) byla manželkou hraběte Viktora Amadé de Varkony (1805–1843).. Dědicem panství Szémlak byl jediný syn Ágoston (Gustav) (1801–1873), který původně sloužil v císařské armádě, později byl aktivním účastníkem revoluce v Uhrách v letech 1848–1849 jako důstojník Národní gardy. Po porážce povstání byl odsouzen k trestu smrti, s ohledem na zásluhy předků mu byl trest změněn na osmnáctiletý žalář, nakonec byl již v roce 1851 zcela amnestován.
Andrejův starší bratr Karel Josef (1756–1800) sloužil také v armádě, dosáhl hodnosti polního podmaršála a zemřel na následky zranění bitvy u Marenga.